# Marie Mendras
Marie Mendras (Neuilly-sur-Seine, 14 de noviembre de 1957) es una politóloga francesa.
Especialista en política rusa, es profesora en el Instituto de Estudios Políticos de París, donde enseña política exterior rusa. También es miembro del consejo editorial de la revista Esprit y miembro asociado del Programa Rusia y Eurasia del think tank Chatham House.
Es hija del sociólogo Henri Mendras.

## Carrera profesional
De 1983 a 1991 fue consultora del Centro de Análisis y Previsión del Ministerio de Asuntos Exteriores, luego consultora de la Delegación de Asuntos Estratégicos del Ministerio de Defensa de 1992 a 1998.
De 2008 a 2010 fue profesora en el departamento de ciencias políticas de la London School of Economics. En años anteriores, enseñó en la Universidad de París 1 Panthéon-Sorbonne, la Universidad de París X Nanterre, la Universidad Católica de Lovaina, la Escuela de Minas y el Instituto Estatal de Relaciones Internacionales de Moscú (MGIMO).
En 2010, Marie Mendras fue brevemente directora de prospectiva del Ministerio de Asuntos Exteriores, de donde fue despedida ocho meses después por Bernard Kouchner.
Siempre en Sciences Po y, en particular, en el Centro de Investigaciones Internacionales (CERI), Marie Mendras realiza investigaciones sobre el sistema político, las élites y la sociedad rusas, así como sobre las relaciones de Rusia con Europa. Dirige el Observatorio de Rusia, que organiza seminarios y produce estudios en las áreas de política interna y política exterior de Rusia y sus vecinos.
Colabora con revistas de divulgación histórica como L'Histoire.